# Decomposita
Decomposita – wymarły rodzaj karaczanów z rodziny Caloblattinidae. Obejmuje tylko jeden opisany gatunek, D. triocella. Żył w jurze na terenie obecnej Azji Środkowej.

## Taksonomia
Rodzaj i gatunek typowy opisane zostały po raz pierwszy w 2008 roku przez Petera Vršanskiego na łamach Zootaxa. Opisu dokonano na podstawie skamieniałości znalezionych w Formacji Karabastau na stanowisku Karatau-Michajłowka we wsi Ałlije w obwodzie turkiestańskim na południu Kazachstanu. Datuje się ją na kelowej, oksford lub kimeryd w jurze. 

## Morfologia
Karaczan o ciele długości około 20 mm. Głowę miał kulistawą, zaopatrzoną w duże oczy złożone oraz trzy duże przyoczka, z których boczne leżały blisko siebie, a środkowe przesunięte było blisko czułków. Wąskie żuwaczki uzbrojone były w duże i bardzo ostre zęby. Przedplecze było jak na przedstawiciela rzędu bardzo małe, kulistawe, nie nakrywające całej głowy, miało jednak wyraźne paranotalia. Skrzydła przedniej pary były miękkie i delikatne, długości około 15 mm i szerokości około 5 mm. Pole kostalne było w nich wąskie. Ich użyłkowanie cechowało się nierozgałęzioną lub dwugałęzistą żyłką subkostalną, niezmodyfikowanymi gałęziami żyłki radialnej, długimi i prostymi gałęziami żyłki medialnej, rozbudowaną żyłką kubitalną przednią z najbardziej przednią odnogą prostą i nierozgałęzioną oraz dającą od 8 do 11 dochodzących do krawędzi skrzydła odgałęzień żyłką analną. Skrzydło tylne cechowało się nierozgałęzioną żyłką subkostalną, wyodrębnionym sektorem radialnym oraz rozbudowaną żyłką medialną. Odnóża były długie, o wydłużonych biodrach i wolnych udach.

## Paleoekologia
Uzbrojone i cienkie żuwaczki oraz budowa przednich odnóży wskazywać mogą na to, że owad ten był drapieżnikiem, chwytającymi nimi swe ofiary.
W osadach formacji Karabastau karaczany są stosunkowo licznie reprezentowane. Znane są z niej również należące do tej samej rodziny Srdiecko i Paleovia, należące do Liberiblattinidae Hydrokhoohydra, Kazachiblattina i Liberiblattina oraz Falcatusiblatta z rodziny Raphidiomimidae i Skok z rodziny Skokidae. Z tej samej lokalizacji co Decomposit znane są także skamieniałości wielu innych owadów, m.in.: Archizygoptera z rodzaju Protomyrmeleon, ważek z rodzajów Aktassia, Asiopteron, Auliella, Cymatophlebiella, Erichschmidtia, Euthemis, Hypsomelana, Juraheterophlebia, Juragomphus, Kazachophlebia, Kazakhophlebiella, Melanohypsa, Oreopteron, Paracymatophlebia, Stenophlebia, Turanopteron i Walleria, widelnic z rodzajów Karanemoura i Perlariopsis, skorków z rodzajów Archidermapteron, Asiodiplatys, Dermapteron, Protodiplatys, Semenovioloides i Turanoderma, straszyków z rodzajów Jurophasma i Phasmomimoides, prostoskrzydłych z rodzajów Aboilus, Karataogryllus, Panorpidium, Paracyrtophyllites i Probaisselcana, świerszczokaraczanów z rodzaju Blattogryllus, wciornastków z rodzaju Liassothrips, Lophionuerida z rodzajów Karataocypha i Zoropsocus, gryzków z rodzaju Paramesopsocus, pluskwiaków z rodzajów Aphidulum, Archaecorixa, Carpenterella, Gracilinervia, Heleonaucoris, Juraphis, Juleyrodes, Karatavopsyllidium, Liadopsylla, Malmopsylla, Monstrocoreus, Nectonaucoris, Neopsylloides, Poljanka, Scaphocoris i Scutellifer, chrząszczy z rodzajów Abscondus, Abolescus, Acheonus, Ampliceps, Anacapitis, Anaglyphites, Antemnacrassa, Archaeorrhynchus, Archodromus, Astenorrhinus, Belonotaris, Carabilarva, Catinius, Charonoscapha, Codemus, Cordorabus, Desmatus, Distenorrhinus, Eccoptarthrus, Exedia, Globoides, Hypnomorphus, Hypnomorphoides, Idiomorphus, Juralithinus, Karanthribus, Karatausia, Karatoma, Lapidostenus, Litholacon, Lithomerus, Lithoptychus, Lithosomus, Mesocupes, Megabrenthorrhinus, Mesogyrus, Mesotachinus, Mesoxyletus, Metabuprestium, Necromera, Negastrioides, Notocupes, Ochtebiites, Omma, Oxycorynoides, Ovrabites, Paleodytes, Parandrexis, Paragrypnites, Parahypnomorphus, Paraspercheus, Parathyrea, Platyelater, Porrhodromus, Probelus, Protocardiophorus, Protorabus, Protoscelis, Psacodromeus, Pseudocardiophorites, Ranis, Tersoides, Tersus, Tetraphalerus, Tunicopterus, Xyphosternum i Zygadenia, sieciarek z rodzajów Arbusella, Aristenymphes, Berothone, Jurosmylus, Kalligramma, Kalligrammina, Karaosmylus, Kolbasinella, Krokhathone, Meioneurites, Mesithone, Mesonymphes, Mesypochrysa, Microsmylus, Ovalofemora, Pronymphites, Sinosmylites, błonkówek z rodzajów Arthrogaster, Asiephialtites, Aulacogastrinus, Auliserphus, Bethylonymus, Bethylonymellus, Brachycleistogaster, Brachysyntexis, Campturoserphus, Cleistogaster, Kulbastavia, Karataoserphinus, Karataus, Karataviola, Leptocleistogaster, Leptephialtites, Megura, Mesaulacinus, Mesoserphus, Microcleistogaster, Microryssus, Oxyuroserphus, Parachexylea, Parapamphilius, Praeaulacus, Scoliuroserphus, Stephanogaster, Strophandria, Symphytopterus, Trigonalopterus i Urosyntexis, chruścików z rodzajów Karataulius i Necrotaulius, motyli z rodzajów Auliepterix, Karataunia i Protolepis, muchówek z rodzajów Archinemestrius, Archirhyphus, Archizelmira, Calosargus, Eoptychopterina, Eucorethrina, Homalocnemimus, Karatina, Kerosargus, Mesosolva, Parvisargus, Polyanka, Praemacrochile, Procramptonomyia, Proptychopterina, Protonemestrius, Protorhagio, Rhagionemestrius, Rhagionempis, Tanyochoreta, Tega, Zherikhinina oraz wojsiłek z rodzajów Gigaphlebia, Orobittacus, Orthobittacus, Orthophlebia, Prohylobittacus i Scharabittacus.